# 小川弘毅
小川 弘毅（おがわ ひろき、1941年9月21日 - ）は、日本の実業家。西部ガス代表取締役社長や、同社代表取締役会長、日本ガス協会副会長などを歴任した。

## 人物・経歴
福岡県北九州市出身。1960年福岡県立小倉高等学校卒業。1964年明治大学政治経済学部卒業。同年西部ガス入社。1994年西部ガス取締役。1998西部ガス常務取締役。2000年西部ガス専務取締役。2002年西部ガス代表取締役副社長。2003年山崎宮市、塩屋義之に続く明大出身者として3人目となる西部ガス代表取締役社長に昇格。同年日本ガス協会常任理事、日本ガス協会九州部会長。2004年天然ガス導入促進センター理事。2008年西部ガス代表取締役会長、日本ガス協会副会長。2009年九州生産性本部会長。2010年明治大学校友会福岡支部長。2013年西部ガス相談役、在福岡ドイツ連邦共和国名誉領事。福岡県社会福祉協議会長、福岡県共同募金会会長、福岡県社会事業団理事長、福岡県就労支援事業者機構副会長、日本野球連盟九州地区連盟会長なども歴任した。